# Quintus Fuficius Cornutus
Quintus Fuficius Cornutus war ein im 2. Jahrhundert n. Chr. lebender römischer Politiker.
Durch Militärdiplome, die z. T. auf September/Oktober 145 und auf den 11. August 146 datiert sind, ist belegt, dass er von 145 bis 146 Statthalter (Legatus Augusti pro praetore) der Provinz Pannonia inferior war; möglicherweise übte er dieses Amt bis 147 aus, als er Suffektkonsul wurde. In den Fasti Ostienses ist er als Konsul zusammen mit Aulus Claudius Charax aufgeführt; die beiden traten ihr Amt am 1. April des Jahres an. Ein weiteres Diplom belegt ihn 152 als Statthalter von Moesia inferior.